# SMA (conector)
Se llama SMA (SubMiniature version A) a un tipo de conector roscado para cable coaxial utilizado en microondas, antenas externas para módems y celulares, útil hasta una frecuencia de 33 GHz. Si bien suele dejar de utilizarse a partir de los 18 GHz, existen tipos diseñados para 26,5 GHz.

## Características
Los conectores SMA son una alternativa relativamente económica a los conectores APC-3.5 (3,5 mm). Tienen una impedancia característica de 50 Ω, llegando a una relación de onda estacionaria (VSWR) tan baja como 1:1.5
El conector SMA utiliza un dieléctrico de politetrafluoretileno (PTFE) que centra la parte interior a lo largo del plano de acoplamiento. La variabilidad en este acoplamiento y la propia construcción de los conectores limita la repetibilidad de la impedancia típica. Por este motivo y el hecho de que está garantizado para tan solo un número limitado de ciclos de conexión, un conector SMA no suele ser una buena opción para las aplicaciones metrológicas.
Aunque es habitual que lleven un acabado en oro para evitar la oxidación también es conveniente la inspección y limpieza.

## Tipos
Existen multitud de variaciones de este tipo de conector, para cable (como el de la primera foto) o para placa, con salidas rectas o en ángulo recto, acabado en oro o en acero.
Aunque en el conector estándar, el macho lleva la "tuerca", existen los RP-SMA (RP = Reverse Polarity), con la tuerca en la hembra, lo suelen llevar las antenas WiFi (conector hembra con rosca).